# Chmielów (Ostrowiec)
Pour les articles homonymes, voir Chmielów.
Chmielów est une localité polonaise de la gmina de Bodzechów, située dans le powiat d'Ostrowiec en voïvodie de Sainte-Croix.